# Siriporn Ampaipong
Siriporn Ampaipong (thaï : ศิริพร อำไพพงษ์), née Sirima Amken (thai: ศิริมา อำเคน) le 7 décembre 1964 à Udon Thani, est une chanteuse pop thaïlandaise, de musique mor lam et luk thung.

## Discographie

### Albums

#### PGM Reccord
- Bow Rak See Dam

#### Grammy Gold
- Parinya Jai (ปริญญาใจ)
- Soo Puea Nong Dai Mai (สู้เพื่อน้องได้ไหม)
- Raeng Jai Rai Wan (แรงใจรายวัน)
- Puea Mae Pae Bo Dai (เพื่อแม่แพ้บ่ได้)
- Song Khon Bon Tang Jai (สองคนบนทางใจ)
- Phae Jai Khon Dee (แพ้ใจคนดี)
- Aok Hak Pro Hak Ai (อกหักเพราะฮักอ้าย)
- Karuna Ya Pluean Jai (กรุณาอย่าเผลอใจ)
- Tua Jing Pra Jam Jai (ตัวจริงประจำใจ)
- Phoo Pae Kae Kho Ber (ผู้แพ้แค่ขอเบอร์)
- Yan Boe Me Chard Na (ย่านบ่มีชาติหน้า)
- Jaew Bong Nai Klong Com (แจ่วบ่องในกล่องคอมพ์)
- Khoe Tham Puea Ai (ขอทำเพื่ออ้าย)
- Sa Tree Mai Lek Nueng (สตรีหมายเลขหนึ่ง)
- Hua Na Kang Sao Suea Dam (หัวหน้าแก๊งสาวเสื้อดำ)
- Parinya Jep (ปริญญาเจ็บ)
- Khon Chai Kied Cha (คนใช่เกิดช้า)
- Phoo Ying Lai Mue (ผู้หญิงหลายมือ)